# Listă de filme științifico-fantastice din anii 2000
Aceasta este o listă de filme științifico-fantastice notabile din anii 2000.

## Listă de filme
| 2000 • 2001 • 2002 • 2003 • 2004 • 2005 • 2006 • 2007 • 2008 • 2009       |                                         |                                                                                                | |                                     |
| 2000                                                                      |                                         |                                                                                                | |                                     |
| Titlu                                                                     | Regizor                                 | Distribuție                                                                                    | Țara                                                                                                  | Sub-Gen /Note                       |
| The 6th Day                                                               | Roger Spottiswoode                      | Arnold Schwarzenegger, Tony Goldwyn, Michael Rapaport                                          | Statele Unite ale Americii                                                                            | Acțiune Thriller                    |
| Amazone                                                                   | Philippe de Broca                       | Jean-Paul Belmondo, Arielle Dombasle, Patrick Bouchitey                                        | Franța · Spania                                                                                       | Aventură Comedie                    |
| Battlefield Earth                                                         | Roger Christian                         | John Travolta, Barry Pepper, Forest Whitaker                                                   | Statele Unite ale Americii                                                                            | Acțiune                             |
| The Cell                                                                  | Tarsem Singh                            | Jennifer Lopez, Vince Vaughn, Vincent D'Onofrio                                                | Statele Unite ale Americii                                                                            | Psihologic Thriller                 |
| Escaflowne                                                                | Kazuki Akane                            |                                                                                                | Japonia                                                                                               | Acțiune, Anime                      |
| Godzilla vs. Megaguirus                                                   | Masaaki Tezuka                          | Misako Tanaka, Shosuke Tanihara, Masato Ibu                                                    | Japonia                                                                                               | Film cu monștri                     |
| Happy Accidents                                                           | Brad Anderson                           | Marisa Tomei, Vincent D'Onofrio                                                                | Statele Unite ale Americii                                                                            | Romantic, Comedie                   |
| Hollow Man                                                                | Paul Verhoeven                          | Kevin Bacon, Elisabeth Shue, Josh Brolin                                                       | Statele Unite ale Americii                                                                            | Acțiune, Thriller                   |
| I.K.U.                                                                    | Shu Lea Cheang                          | Aja                                                                                            | Japonia                                                                                               | Film pornografic                    |
| The Last Man                                                              | Harry Ralston                           | David Arnott, Jeri Ryan, Dan Montgomery                                                        | Statele Unite ale Americii                                                                            | Post apocaliptic, Comedie, Dramatic |
| Mission to Mars                                                           | Brian De Palma                          | Gary Sinise, Tim Robbins, Don Cheadle                                                          | Statele Unite ale Americii                                                                            | Aventură, Dramatic                  |
| Pitch Black                                                               | David N. Twohy                          | David N. Twohy, Vin Diesel, Cole Hauser                                                        | Statele Unite ale Americii                                                                            | Thriller                            |
| Possible Worlds                                                           | Robert Lepage                           | Tilda Swinton, Tom McCamus, Sean McCann                                                        | Canada                                                                                                | Polițist, Mister                    |
| Red Planet                                                                | Antony Hoffman                          | Val Kilmer, Carrie-Anne Moss, Benjamin Bratt, Tom Sizemore                                     | Statele Unite ale Americii                                                                            | Acțiune, Thriller                   |
| Space Cowboys                                                             | Clint Eastwood                          | Clint Eastwood, Tommy Lee Jones, Donald Sutherland, James Garner                               | Statele Unite ale Americii                                                                            | Acțiune Aventură                    |
| Supernova                                                                 | Thomas Lee                              | James Spader, Angela Bassett, Robert Forster, Lou Diamond Phillips                             | Statele Unite ale Americii                                                                            | Groază, Thriller                    |
| Thomas In Love                                                            | Pierre-Paul Renders                     | Alexandre Von Sivers                                                                           | Belgia · Franța                                                                                       | Comedie, Dramatic                   |
| Titan A.E.                                                                | Don Bluth, Gary Goldman                 |                                                                                                | Statele Unite ale Americii                                                                            | Animație, Aventură                  |
| What Planet Are You From?                                                 | Mike Nichols                            | Garry Shandling, Annette Bening, Greg Kinnear                                                  | Statele Unite ale Americii                                                                            | Comedie                             |
| X-Men                                                                     | Bryan Singer                            | Hugh Jackman, Patrick Stewart, Ian McKellen, Halle Berry, Anna Paquin                          | Statele Unite ale Americii                                                                            | Acțiune                             |
| 2001                                                                      |                                         |                                                                                                | |                                     |
| Titlu                                                                     | Regizor                                 | Distribuție                                                                                    | Țara                                                                                                  | Sub-Gen /Note                       |
| A.I. Artificial Intelligence                                              | Steven Spielberg                        | Haley Joel Osment, Jude Law, Frances O'Connor                                                  | Statele Unite ale Americii                                                                            | Dramatic Aventură                   |
| Atlantis: The Lost Empire                                                 | Gary Trousdale, Kirk Wise               |                                                                                                | Statele Unite ale Americii                                                                            | Animație                            |
| Avalon                                                                    | Mamoru Oshii                            | Malgorzata Foremniak, Wladyslaw Kowalski, Jerzy Gudejko                                        | Japonia                                                                                               | Fantastic, Dramatic                 |
| The American Astronaut                                                    | Cory McAbee                             | Rocco Sisto, Annie Golden                                                                      | Statele Unite ale Americii                                                                            | Musical Comedie                     |
| Donnie Darko                                                              | Richard Kelly                           | Jake Gyllenhaal, Jena Malone, Drew Barrymore                                                   | Statele Unite ale Americii                                                                            | Psihologic Thriller                 |
| Electric Dragon 80.000 V                                                  | Sogo Ishii                              | Masatoshi Nagase                                                                               | Japonia                                                                                               | Fantastic Dramatic                  |
| Evolution                                                                 | Ivan Reitman                            | David Duchovny, Orlando Jones, Seann William Scott                                             | Statele Unite ale Americii                                                                            | Comedie                             |
| Final                                                                     | Campbell Scott                          | Denis Leary, Hope Davis, Maureen Anderman                                                      | Statele Unite ale Americii                                                                            | Dramatic Thriller                   |
| Final Fantastic: The Spirits Within                                       | Hironobu Sakaguchi, Motonori Sakakibara |                                                                                                | Statele Unite ale Americii                                                                            | Animație                            |
| Ghosts of Mars                                                            | John Carpenter                          | Ice Cube, Natasha Henstridge, Jason Statham                                                    | Statele Unite ale Americii                                                                            | Acțiune Groază                      |
| Godzilla, Mothra and King Ghidorah: Giant Film cu monștris All-Out Attack | Shusuke Kaneko                          |                                                                                                | Japonia                                                                                               | Kaiju                               |
| Hey, Happy!                                                               | Noam Gonick                             |                                                                                                | Canada                                                                                                | Comedie Fantastic                   |
| Jurassic Park III                                                         | Joe Johnston                            | Sam Neill, William H. Macy, Téa Leoni                                                          | Statele Unite ale Americii                                                                            | Acțiune Aventură                    |
| K-PAX                                                                     | Iain Softley                            | Kevin Spacey, Jeff Bridges, Mary McCormack                                                     | Statele Unite ale Americii                                                                            | Mister Dramatic                     |
| The Lost Skeleton of Cadavra                                              | Larry Blamire                           | Larry Blamire, Fay Masterson, Brian Howe                                                       | Statele Unite ale Americii                                                                            | Comedie spoof                       |
| Metropolis                                                                | Rintaro                                 |                                                                                                | Japonia                                                                                               | Anime                               |
| Mind Storm                                                                | Richard Pepin                           | Antonio Sabato, Jr., Emmanuelle Vaugier, Eric Roberts                                          | Statele Unite ale Americii                                                                            | Groază Mister                       |
| Nabi                                                                      | Moon Seung-wook                         | Kim Ho-jung, Kang Hye-jeong, Jang Hyun-sung                                                    | Coreea de Sud                                                                                         | Psihologic Dramatic                 |
| The One                                                                   | James Wong                              | Jet Li, Carla Gugino, Delroy Lindo                                                             | Statele Unite ale Americii                                                                            | Acțiune Thriller                    |
| Planet of the Apes                                                        | Tim Burton                              | Mark Wahlberg, Tim Roth, Helena Bonham Carter                                                  | Statele Unite ale Americii                                                                            | Acțiune Aventură                    |
| The Princess Blade                                                        | Shinsuke Sato                           | Hideaki Ito, Yumiko Shaku, Shiro Sano                                                          | Japonia                                                                                               | Acțiune                             |
| Replicant                                                                 | Ringo Lam                               | Jean-Claude Van Damme, Michael Rooker                                                          | Statele Unite ale Americii                                                                            | Acțiune Thriller                    |
| The Strange Case of Señor Computer                                        | Tom Sawyer                              | Rick Ziegler, Gladys Hans                                                                      | Statele Unite ale Americii                                                                            | Comedie                             |
| Vanilla Sky                                                               | Cameron Crowe                           | Tom Cruise, Penélope Cruz, Cameron Diaz                                                        | Statele Unite ale Americii                                                                            | Psihologic Thriller                 |
| 2002                                                                      |                                         |                                                                                                | |                                     |
| Titlu                                                                     | Regizor                                 | Distribuție                                                                                    | Țara                                                                                                  | Sub-Gen /Note                       |
| 28 Days Later                                                             | Danny Boyle                             | Cillian Murphy, Naomie Harris, Brendan Gleeson                                                 | Regatul Unit al Marii Britanii și al Irlandei de Nord                                                 | [ 43 ]                              |
| 2009 Lost Memories                                                        | Lee Si-myung                            | Jang Dong-gun, Toru Nakamura                                                                   | Coreea de Sud                                                                                         | Acțiune Thriller                    |
| The Aventurăs of Pluto Nash                                               | Ron Underwood                           | Eddie Murphy, Randy Quaid, Rosario Dawson                                                      | Statele Unite ale Americii                                                                            | Comedie                             |
| Clockstoppers                                                             | Jonathan Frakes                         | Jesse Bradford, French Stewart                                                                 | Statele Unite ale Americii                                                                            | [ 45 ]                              |
| Cowboy Bebop: The Movie                                                   | Shinichiro Watanabe, Yoshiyuki Takei    |                                                                                                | Japonia                                                                                               | [ 46 ]                              |
| Cube 2: Hypercube                                                         | Andrzej Sekuła                          | Kari Matchett, Geraint Wyn Davies, Grace Lynn Kung                                             | Canada                                                                                                | [ 47 ]                              |
| Cypher                                                                    | Vincenzo Natali                         | Jeremy Northam, Lucy Liu                                                                       | Statele Unite ale Americii                                                                            | [ 48 ]                              |
| Dead or Alive: Final                                                      | Takashi Miike                           | Show Aikawa, Riki Takeuchi                                                                     | Japonia                                                                                               | [ 49 ]                              |
| Eight Legged Freaks                                                       | Ellory Elkayem                          | David Arquette, Kari Wührer, Scott Terra                                                       | Statele Unite ale Americii                                                                            | [ 50 ]                              |
| Equilibrium                                                               | Kurt Wimmer                             | Christian Bale, Emily Watson, Taye Diggs                                                       | Statele Unite ale Americii                                                                            | [ 51 ]                              |
| Godzilla Against Mechagodzilla                                            | Masaaki Tezuka                          | Yumiko Shaku, Kana Onodera, Shin Takuma                                                        | Japonia                                                                                               | [ 52 ]                              |
| Happy Here and Now                                                        | Michael Almereyda                       | Karl Geary, Shalom Harlow, Clarence Williams III                                               | Statele Unite ale Americii                                                                            | [ 53 ]                              |
| Impostor                                                                  | Gary Fleder                             | Gary Sinise, Madeleine Stowe, Vincent D'Onofrio                                                | Statele Unite ale Americii                                                                            |                                     |
| Jason X                                                                   | James Isaac                             | Kane Hodder, Lexa Doig, Lisa Ryder                                                             | Statele Unite ale Americii                                                                            | [ 54 ]                              |
| Men in Black II                                                           | Barry Sonnenfeld                        | Tommy Lee Jones, Will Smith, Lara Flynn Boyle, Rosario Dawson                                  | Statele Unite ale Americii                                                                            | [ 55 ]                              |
| Minority Report                                                           | Steven Spielberg                        | Tom Cruise, Colin Farrell, Samantha Morton                                                     | Statele Unite ale Americii                                                                            | [ nb 6 ] [ 56 ]                     |
| Project Viper                                                             | Jay Andrews                             | Theresa Russell, Patrick Muldoon, Tim Thomerson                                                | Statele Unite ale Americii                                                                            | [ 57 ]                              |
| Reign of Fire                                                             | Rob Bowman                              | Christian Bale, Matthew McConaughey, Izabella Scorupco                                         | Statele Unite ale Americii                                                                            | Acțiune                             |
| Resident Evil                                                             | Paul W.S. Anderson                      | Milla Jovovich, Oscar Pearce, Indra Ové                                                        | Statele Unite ale Americii                                                                            | Groază                              |
| Returner                                                                  | Takashi Yamazaki                        | Takeshi Kaneshiro, Anne Suzuki, Kirin Kiki                                                     | Japonia                                                                                               | [ 60 ]                              |
| Rollerball                                                                | John McTiernan                          | Chris Klein, Jean Reno, LL Cool J                                                              | Statele Unite ale Americii                                                                            | [ 61 ]                              |
| S1m0ne                                                                    | Andrew Niccol                           | Al Pacino, Catherine Keener, Pruitt Taylor Vince                                               | Statele Unite ale Americii                                                                            |                                     |
| Science Fiction                                                           | Danny Deprez                            | Wendy Van Dijk, Koen De Bouw, Liesbeth Kamerling                                               | Țările de Jos                                                                                         | [ 62 ]                              |
| Signs                                                                     | M. Night Shyamalan                      | Mel Gibson, Joaquin Phoenix, Cherry Jones                                                      | Statele Unite ale Americii                                                                            | [ 63 ]                              |
| So Close                                                                  | Corey Yuen                              | Shu Qi, Zhao Wei, Karen Mok                                                                    | Regatul Unit al Marii Britanii și al Irlandei de Nord · Hong Kong                                     | Acțiune                             |
| Solaris                                                                   | Steven Soderbergh                       | George Clooney, Natascha McElhone, Jeremy Davies                                               | Statele Unite ale Americii                                                                            | [ 65 ]                              |
| Spider-Man                                                                | Sam Raimi                               | Tobey Maguire, Willem Dafoe, Kirsten Dunst                                                     | Statele Unite ale Americii                                                                            | Fantastic Acțiune Aventură          |
| Star Trek Nemesis                                                         | Stuart Baird                            | Patrick Stewart, Jonathan Frakes, Brent Spiner, LeVar Burton, Tom Hardy                        | Statele Unite ale Americii                                                                            | [ 66 ]                              |
| Star Wars Episode II: Attack of the Clones                                | George Lucas                            | Ewan McGregor, Hayden Christensen, Natalie Portman, Ian McDiarmid, Frank Oz                    | Statele Unite ale Americii                                                                            | [ nb 8 ] [ 67 ]                     |
| Tamala 2010: A Punk Cat In Space                                          | t. o. L.                                |                                                                                                | Japonia                                                                                               | [ 68 ]                              |
| Teknolust                                                                 | Lynn Hershman Leeson                    | Tilda Swinton, Jeremy Davies, James Urbaniak                                                   | Statele Unite ale Americii                                                                            | [ 69 ]                              |
| Treasure Planet                                                           | Ron Clements, John Musker               |                                                                                                | Statele Unite ale Americii                                                                            | [ 70 ]                              |
| The Time Machine                                                          | Simon Wells                             | Guy Pearce, Samantha Mumba, Mark Addy, Orlando Jones, Jeremy Irons                             | Statele Unite ale Americii                                                                            | Călătorie în timp                   |
| Timequest                                                                 | Robert Dyke                             | Caprice Benedetti, Bruce Campbell, Vince Grant, Victor Slezak                                  | Statele Unite ale Americii                                                                            | [ 71 ]                              |
| 2003                                                                      |                                         |                                                                                                | |                                     |
| Titlu                                                                     | Regizor                                 | Distribuție                                                                                    | Țara                                                                                                  | Sub-Gen /Note                       |
| 2009: Lost Memories                                                       | Lee Si-Myung                            | Toru Nakamura, Jang Dong-gun, Ken Mitsuishi                                                    | Coreea de Sud                                                                                         | Acțiune Thriller                    |
| Code 46                                                                   | Michael Winterbottom                    | Tim Robbins, Samantha Morton, Jeanne Balibar                                                   | Regatul Unit al Marii Britanii și al Irlandei de Nord                                                 | Romance                             |
| The Core                                                                  | Jon Amiel                               | Aaron Eckhart, Hilary Swank, Delroy Lindo                                                      | Statele Unite ale Americii                                                                            | Dezastru                            |
| Dreamcatcher                                                              | Lawrence Kasdan                         | Morgan Freeman, Thomas Jane, Jason Lee                                                         | Statele Unite ale Americii                                                                            |                                     |
| Godzilla: Tokyo SOS                                                       | Masaaki Tezuka                          | Noboru Kaneko, Miho Yoshioka, Katsuya Onizuka                                                  | Japonia                                                                                               | Anime                               |
| Good Boy!                                                                 | John Hoffman                            | Molly Shannon, Liam Aiken, Kevin Nealon                                                        | Statele Unite ale Americii                                                                            |                                     |
| Hulk                                                                      | Ang Lee                                 | Eric Bana, Jennifer Connelly, Sam Elliott                                                      | Statele Unite ale Americii                                                                            | Film cu supereroi                   |
| Interstella 5555: The 5tory of the 5ecret 5tar 5ystem                     | Kazuhisa Takenouchi                     |                                                                                                | Franța · Japonia                                                                                      | Anime                               |
| It's All About Love                                                       | Thomas Vinterberg                       | Joaquin Phoenix, Claire Danes, Sean Penn                                                       | Statele Unite ale Americii · Danemarca                                                                | Apocalyptic                         |
| Koi... Mil Gaya                                                           | Rakesh Roshan                           | Hrithik Roshan, Preity Zinta, Rekha                                                            | India                                                                                                 | Hindi film                          |
| The Matrix Reloaded                                                       | Andy Wachowski, Larry Wachowski         | Keanu Reeves, Carrie-Anne Moss, Laurence Fishburne                                             | Statele Unite ale Americii                                                                            |                                     |
| The Matrix Revolutions                                                    | Andy Wachowski, Larry Wachowski         | Keanu Reeves, Carrie-Anne Moss, Laurence Fishburne                                             | Statele Unite ale Americii                                                                            |                                     |
| Mimic 3: Sentinel                                                         | JT Petty                                | Karl Geary, Alexis Dziena, Rebecca Mader, Lance Henriksen                                      | Statele Unite ale Americii                                                                            | Groază                              |
| Natural City                                                              | Min Byeong-cheon                        | Yoo Ji-tae, Yun Chan, Seo Rin                                                                  | Coreea de Sud                                                                                         |                                     |
| Paycheck                                                                  | John Woo                                | Ben Affleck, Aaron Eckhart, Uma Thurman                                                        | Statele Unite ale Americii                                                                            | [ nb 9 ]                            |
| Robot Stories                                                             | Greg Pak                                | Tamlyn Tomita, James Saito, Wai Ching Ho                                                       | Statele Unite ale Americii                                                                            |                                     |
| Solaris                                                                   | Steven Soderbergh                       | George Clooney, Natascha McElhone                                                              | Statele Unite ale Americii                                                                            |                                     |
| Terminator 3: Rise of the Machines                                        | Jonathan Mostow                         | Arnold Schwarzenegger, Nick Stahl, Claire Danes, Kristanna Loken                               | Statele Unite ale Americii                                                                            |                                     |
| Timeline                                                                  | Richard Donner                          | Paul Walker, Frances O'Connor, Gerard Butler                                                   | Statele Unite ale Americii                                                                            | Fantastic                           |
| Undead                                                                    | Michael Spierig, Peter Spierig          | Felicity Mason, Mungo McKay, Rob Jenkins                                                       | Australia                                                                                             | Zombie Groază Comedie               |
| Wonderful Days                                                            | Sunmin Park, Kim Moon-saeng             |                                                                                                | Coreea de Sud                                                                                         | Animație                            |
| WXIII: Patlabor the Movie 3                                               |                                         |                                                                                                | Japonia                                                                                               | Anime                               |
| X2                                                                        | Bryan Singer                            | Patrick Stewart, Hugh Jackman, Ian McKellen, Halle Berry, Anna Paquin                          | Statele Unite ale Americii                                                                            | Film cu supereroi                   |
| 2004                                                                      |                                         |                                                                                                | |                                     |
| Titlu                                                                     | Regizor                                 | Distribuție                                                                                    | Țara                                                                                                  | Sub-Gen /Note                       |
| 2046                                                                      | Wong Kar-wai                            | Tony Leung Chiu-Wai, Gong Li, Takuya Kimura                                                    | Republica Populară Chineză · Italia · Franța · Hong Kong                                              |                                     |
| After the Apocalypse                                                      | Yasuaki Nakajima                        |                                                                                                | Japonia                                                                                               | [ 72 ]                              |
| Alien vs. Predator                                                        | Paul W.S. Anderson                      | Sanaa Lathan, Raoul Bova, Lance Henriksen                                                      | Statele Unite ale Americii                                                                            |                                     |
| Appleseed                                                                 | Shinji Aramaki                          |                                                                                                | Japonia                                                                                               | Anime                               |
| The Butterfly Effect                                                      | Eric Bress, J. Mackye Gruber            | Ashton Kutcher, Amy Smart                                                                      | Statele Unite ale Americii                                                                            | Psihologic Thriller                 |
| Casshern                                                                  | Kiriya Kazuaki                          | Yusuke Iseya, Kumiko Aso, Toshiaki Karasawa                                                    | Japonia                                                                                               |                                     |
| The Chronicles of Riddick                                                 | David N. Twohy                          | Vin Diesel, Colm Feore, Thandie Newton                                                         | Statele Unite ale Americii                                                                            |                                     |
| Cube Zero                                                                 | Ernie Barbarash                         | Zachary Bennett, Michael Riley                                                                 | Canada                                                                                                | Groază                              |
| The Day After Tomorrow                                                    | Roland Emmerich                         | Dennis Quaid, Jake Gyllenhaal, Ian Holm                                                        | Statele Unite ale Americii                                                                            | Dezastru                            |
| Decoys                                                                    | Matthew Hastings                        | Meghan Ory, Kim Poirier, Enis Esmer                                                            | Canada                                                                                                |                                     |
| District 13                                                               | Pierre Morel                            | David Belle, Cyril Raffaelli, Dany Verissimo                                                   | Franța                                                                                                | Acțiune                             |
| Eternal Sunshine of the Spotless Mind                                     | Michel Gondry                           | Jim Carrey, Kate Winslet                                                                       | Statele Unite ale Americii                                                                            | Romantic Comedie                    |
| FAQ: Frequently Asked Questions                                           | Carlos Atanes                           | Xavier Tort, Anne Celine Auche                                                                 | Spania                                                                                                |                                     |
| The Final Cut                                                             | Omar Naim                               | Robin Williams, Mira Sorvino, James Caviezel                                                   | Statele Unite ale Americii                                                                            |                                     |
| Godzilla: Final Wars                                                      | Ryuhei Kitamura                         | Masahiro Matsuoka, Rei Kikukawa                                                                | Japonia                                                                                               |                                     |
| I, Robot                                                                  | Alex Proyas                             | Will Smith, Bridget Moynahan, Alan Tudyk                                                       | Statele Unite ale Americii                                                                            |                                     |
| Immortel (ad vitam)                                                       | Enki Bilal                              | Charlotte Rampling, Thomas Kretschmann, Linda Hardy                                            | Italia · Regatul Unit al Marii Britanii și al Irlandei de Nord · Franța                               |                                     |
| Innocence: Ghost in the Shell                                             | Mamoru Oshii                            |                                                                                                | Japonia                                                                                               | Anime                               |
| Night Watch                                                               | Timur Bekmambetov                       | Konstantin Khabensky, Vladimir Menshov, Valery Zolotukhin                                      | Rusia                                                                                                 | Groază                              |
| Post Impact                                                               | Christoph Schrewe                       | Dean Cain, Bettina Zimmermann, Adrienne McQueen                                                | Germania · Statele Unite ale Americii                                                                 | Post-Impact                         |
| Primer                                                                    | Shane Carruth                           | Shane Carruth, David Sullivan                                                                  | Statele Unite ale Americii                                                                            | Dramatic                            |
| Resident Evil: Apocalypse                                                 | Alexander Witt                          | Milla Jovovich, Sienna Guillory, Oded Fehr                                                     | Statele Unite ale Americii                                                                            | Groază                              |
| Sky Captain and the World of Tomorrow                                     | Kerry Conran                            | Gwyneth Paltrow, Jude Law, Angelina Jolie, Giovanni Ribisi, Laurence Olivier                   | Statele Unite ale Americii                                                                            | Pulp Aventură                       |
| Spider-Man 2                                                              | Sam Raimi                               | Tobey Maguire, Kirsten Dunst, James Franco                                                     | Statele Unite ale Americii                                                                            | Film cu supereroi                   |
| The Stepford Wives                                                        | Frank Oz                                | Nicole Kidman, Matthew Broderick, Bette Midler                                                 | Statele Unite ale Americii                                                                            | Comedie neagră                      |
| Thunderbirds                                                              | Jonathan Frakes                         | Bill Paxton, Anthony Edwards, Sophia Myles                                                     | Statele Unite ale Americii                                                                            | Aventură                            |
| 2005                                                                      |                                         |                                                                                                | |                                     |
| Titlu                                                                     | Regizor                                 | Distribuție                                                                                    | Țara                                                                                                  | Sub-Gen /Note                       |
| A Sound of Thunder                                                        | Peter Hyams                             | Edward Burns, Catherine McCormack, Ben Kingsley                                                | Statele Unite ale Americii                                                                            |                                     |
| Æon Flux                                                                  | Karyn Kusama                            | Charlize Theron, Marton Csokas, Jonny Lee Miller                                               | Statele Unite ale Americii                                                                            |                                     |
| Alien Abduction                                                           | Eric Forsberg                           | Megan Lee Ethridge, Griff Furst, Marissa Morse                                                 | Statele Unite ale Americii                                                                            | [ 73 ]                              |
| The Cave                                                                  | Bruce Hunt                              | Cole Hauser, Morris Chestnut, Eddie Cibrian                                                    | Statele Unite ale Americii                                                                            |                                     |
| Doom                                                                      | Andrzej Bartkowiak                      | Karl Urban, Rosamund Pike, Razaaq Adoti                                                        | Cehia · Germania · Regatul Unit al Marii Britanii și al Irlandei de Nord · Statele Unite ale Americii |                                     |
| Fantastic Four                                                            | Tim Story                               | Ioan Gruffudd, Jessica Alba, Chris Evans, Michael Chiklis                                      | Statele Unite ale Americii                                                                            |                                     |
| Final Fantastic VII Advent Children                                       | Tetsuya Nomura, Takeshi Nozue           |                                                                                                | Japonia                                                                                               | Animație                            |
| The Girl From Monday                                                      | Hal Hartley                             | Bill Sage, Sabrina Lloyd, Tatiana Abracos                                                      | Statele Unite ale Americii                                                                            |                                     |
| H.G. Wells' The War of the Worlds                                         | Timothy Hines                           |                                                                                                | Statele Unite ale Americii                                                                            |                                     |
| The Hitchhiker's Guide to the Galaxy                                      | Garth Jennings                          | Martin Freeman, Mos Def, Sam Rockwell                                                          | Statele Unite ale Americii · Regatul Unit al Marii Britanii și al Irlandei de Nord                    |                                     |
| The Island                                                                | Michael Bay                             | Ewan McGregor, Scarlett Johansson, Sean Bean                                                   | Statele Unite ale Americii                                                                            |                                     |
| The Jacket                                                                | John Maybury                            | Adrien Brody, Keira Knightley, Kris Kristofferson, Jennifer Jason Leigh                        | Statele Unite ale Americii                                                                            | Psihologic Thriller                 |
| Man with the Screaming Brain                                              | Bruce Campbell                          | Bruce Campbell, Ted Raimi                                                                      | Statele Unite ale Americii                                                                            |                                     |
| Meatball Machine                                                          | Yūdai Yamaguchi, Junichi Yamamoto       | Issei Takahashi, Aoba Kawai                                                                    | Japonia                                                                                               | [ 74 ]                              |
| Planetfall                                                                | Michael J. Heagle                       | Leitha Matz, Heidi Fellner, Alan Struthers, Charles Hubbell, Snype Myers                       | Statele Unite ale Americii                                                                            | [ 75 ]                              |
| Puzzlehead                                                                | James Bai                               | Stephen Galaida, Robbie Shapiro                                                                | Statele Unite ale Americii                                                                            |                                     |
| Robots                                                                    | Chris Wedge, Carlos Saldanha            |                                                                                                | Statele Unite ale Americii                                                                            | Animație                            |
| Serenity                                                                  | Joss Whedon                             | Nathan Fillion, Gina Torres, Alan Tudyk                                                        | Statele Unite ale Americii                                                                            | [ nb 13 ]                           |
| Slipstream                                                                | David Van Eyssen                        | Vinnie Jones, Sean Astin                                                                       | Statele Unite ale Americii                                                                            |                                     |
| Star Wars Episode III: Revenge of the Sith                                | George Lucas                            | Ewan McGregor, Hayden Christensen, Natalie Portman, Ian McDiarmid, Frank Oz                    | Statele Unite ale Americii                                                                            | [ nb 14 ]                           |
| Steamboy                                                                  | Katsuhiro Otomo                         |                                                                                                | Japonia                                                                                               | Anime                               |
| War of the Worlds                                                         | Steven Spielberg                        | Tom Cruise, Dakota Fanning                                                                     | Statele Unite ale Americii                                                                            |                                     |
| The Wild Blue Yonder                                                      | Werner Herzog                           | Brad Dourif                                                                                    | Danemarca · Regatul Unit al Marii Britanii și al Irlandei de Nord · Franța · Germania                 |                                     |
| Zathura: A Space Aventură                                                 | Jon Favreau                             | Jonah Bobo, Josh Hutcherson, Dax Shepard                                                       | Statele Unite ale Americii                                                                            |                                     |
| 2006                                                                      |                                         |                                                                                                | |                                     |
| Titlu                                                                     | Regizor                                 | Distribuție                                                                                    | Țara                                                                                                  | Sub-Gen /Note                       |
| A Scanner Darkly                                                          | Richard Linklater                       | Keanu Reeves, Robert Downey, Jr., Woody Harrelson                                              | Statele Unite ale Americii                                                                            | Animație crime-Dramatic             |
| Aachi & Ssipak                                                            | Joe Bum-Jim                             |                                                                                                | Coreea de Sud                                                                                         | Animație                            |
| AINOA                                                                     | Marco Kalantari                         | Simon Licht, Verena Buratti, Gabriela Benesch                                                  | Austria                                                                                               | Acțiune Aventură                    |
| Altered                                                                   | Eduardo Sanchez                         | Paul McCarthy Boyington, James Gammon, Brad William Henke                                      | Statele Unite ale Americii                                                                            | Groază                              |
| Aziris Nuna                                                               | Oleg Kompasov                           | Aleksandr Filippenko                                                                           | Rusia                                                                                                 | Acțiune Aventură                    |
| Children of Men                                                           | Alfonso Cuarón                          | Clive Owen, Julianne Moore, Michael Caine                                                      | Statele Unite ale Americii                                                                            | Aventură Dramatic                   |
| Day Watch                                                                 | Timur Bekmambetov                       | Konstantin Khabensky, Maria Poroshina, Vladimir Menshov                                        | Rusia                                                                                                 | Acțiune Fantastic                   |
| Déjà Vu                                                                   | Tony Scott                              | Denzel Washington, Paula Patton, Val Kilmer                                                    | Statele Unite ale Americii                                                                            | Acțiune crime-Thriller              |
| Displaced                                                                 | Martin Holland                          | Mark Strange, Malcolm Hankey, Stephanie Fend                                                   | Regatul Unit al Marii Britanii și al Irlandei de Nord                                                 | Acțiune Aventură                    |
| The Fountain                                                              | Darren Aronofsky                        | Hugh Jackman, Rachel Weisz                                                                     | Statele Unite ale Americii                                                                            | Romantic Dramatic                   |
| Gamera the Brave                                                          | Ryuta Tasaki                            | Ryo Tomioka, Kanji Tsuda, Kaho                                                                 | Japonia                                                                                               | Kaiju                               |
| The Girl Who Leapt Through Time                                           | Mamoru Hosoda                           | Riisa Naka, Takuya Ishida, Mitsutaka Itakura                                                   | Japonia                                                                                               | Anime                               |
| The Host                                                                  | Bong Joon-ho                            | Song Kang-ho, Byeon Hee-bong, Park Hae-il                                                      | Coreea de Sud                                                                                         | Film cu monștri                     |
| Idiocracy                                                                 | Mike Judge                              | Luke Wilson, Maya Rudolph, Dax Shepard                                                         | Statele Unite ale Americii                                                                            | Satirical Comedie                   |
| Krrish                                                                    | Rakesh Roshan                           | Hrithik Roshan, Priyanka Chopra, Naseeruddin Shah, Rekha                                       | India                                                                                                 | Hindi Film cu supereroi film        |
| Lifted                                                                    | Gary Rydstrom                           |                                                                                                | Statele Unite ale Americii                                                                            | Animație                            |
| Paprika                                                                   | Satoshi Kon                             |                                                                                                | Japonia                                                                                               | Anime                               |
| Renaissance                                                               | Christian Volckman                      |                                                                                                | Luxemburg · Franța · Regatul Unit al Marii Britanii și al Irlandei de Nord                            | Animație                            |
| Southland Tales                                                           | Richard Kelly                           | Dwayne Douglas Johnson, Justin Timberlake, Sarah Michelle Geller, Mandy Moore                  | Statele Unite ale Americii                                                                            | Dark Comedie Dramatic               |
| Slither                                                                   | James Gunn                              | Nathan Fillion, Elizabeth Banks, Gregg Henry                                                   | Statele Unite ale Americii                                                                            | Groază Comedie                      |
| Superman Returns                                                          | Bryan Singer                            | Brandon Routh, Kate Bosworth, James Marsden, Kevin Spacey, Parker Posey                        | Statele Unite ale Americii                                                                            | Film cu supereroi                   |
| Ultraviolet                                                               | Kurt Wimmer                             | Milla Jovovich, Cameron Bright                                                                 | Statele Unite ale Americii                                                                            | Acțiune                             |
| Unidentified                                                              | Rich Christiano                         | Jonathan Aube, Josh Adamson, Rebecca St. James                                                 | Statele Unite ale Americii                                                                            | Supernatural                        |
| V for Vendetta                                                            | James McTeigue                          | Natalie Portman, Hugo Weaving                                                                  | Statele Unite ale Americii                                                                            | Dystopian Thriller                  |
| X-Men: The Last Stand                                                     | Brett Ratner                            | Hugh Jackman, Halle Berry, Ian McKellen, Anna Paquin, Patrick Stewart                          | Statele Unite ale Americii                                                                            | Film cu supereroi                   |
| Zerophilia                                                                | Martin Curland                          | Taylor Handley, Dustin Seavey                                                                  | Statele Unite ale Americii                                                                            | Romantic Comedie                    |
| 2007                                                                      |                                         |                                                                                                | |                                     |
| Titlu                                                                     | Regizor                                 | Distribuție                                                                                    | Țara                                                                                                  | Sub-Gen /Note                       |
| Aliens vs. Predator: Requiem                                              | Greg Strause, Colin Strause             | Reiko Aylesworth, Steven Pasquale, Shareeka Epps                                               | Statele Unite ale Americii                                                                            | Acțiune Groază                      |
| Appleseed Ex Machina                                                      | Shinji Aramaki                          |                                                                                                | Japonia                                                                                               | Anime                               |
| 28 Weeks Later                                                            | Juan Carlos Fresnadillo                 | Robert Carlyle, Rose Byrne, Jeremy Renner                                                      | Spania · Statele Unite ale Americii · Regatul Unit al Marii Britanii și al Irlandei de Nord           | Post-apocaliptic Groază             |
| Big Man Japan                                                             | Hitoshi Matsumoto                       | Hitoshi Matsumoto, Riki Takeuchi, Ua                                                           | Japonia                                                                                               | Comedie                             |
| Chrysalis                                                                 | Julien Leclercq                         | Albert Dupontel, Estelle Lefébure, Marie Guillard                                              | Franța                                                                                                | Crime Dramatic                      |
| Eden Log                                                                  | Franck Vestiel                          | Clovis Cornillac, Vimala Pons,                                                                 | Franța                                                                                                | Groază Mister                       |
| Fantastic Four: Rise of the Silver Surfer                                 | Tim Story                               | Ioan Gruffudd, Jessica Alba, Chris Evans, Michael Chiklis                                      | Statele Unite ale Americii                                                                            | Acțiune Aventură                    |
| Flatland The Film                                                         | Ladd Ehlinger Jr.                       |                                                                                                | Statele Unite ale Americii                                                                            | Animație                            |
| I Am Legend                                                               | Francis Lawrence                        | Will Smith, Alice Braga, Salli Richardson-Whitfield                                            | Statele Unite ale Americii                                                                            | Post-apocaliptic Thriller           |
| Illegal Aliens                                                            | David Giancola                          | Joanie "Chyna" Laurer, Anna Nicole Smith, Dennis Lemoine                                       | Statele Unite ale Americii                                                                            | Comedie                             |
| The Invasion                                                              | Oliver Hirschbiegel                     | Nicole Kidman, Daniel Craig, Jeremy Northam                                                    | Statele Unite ale Americii                                                                            | Thriller                            |
| The Last Mimzy                                                            | Bob Shaye                               | Chris O'Neil, Rhiannon Leigh Wryn, Timothy Hutton                                              | Statele Unite ale Americii                                                                            | Familie Aventură                    |
| Meet the Robinsons                                                        | Stephen Anderson                        |                                                                                                | Statele Unite ale Americii                                                                            | Animație                            |
| Next                                                                      | Lee Tamahori                            | Nicolas Cage, Julianne Moore, Jessica Biel                                                     | Statele Unite ale Americii                                                                            | Acțiune Thriller                    |
| Paragraf 78, Punkt 1                                                      | Mikhail Khleborodov                     |                                                                                                | Rusia                                                                                                 | Acțiune Thriller                    |
| Resident Evil: Extinction                                                 | Russell Mulcahy                         | Milla Jovovich, Oded Fehr, Ali Larter                                                          | Statele Unite ale Americii                                                                            | Acțiune Groază                      |
| Sex and Death 101                                                         | Daniel Waters                           | Simon Baker, Winona Ryder, Leslie Bibb, Patton Oswalt                                          | Statele Unite ale Americii                                                                            | Dark Comedie                        |
| Spider-Man 3                                                              | Sam Raimi                               | Tobey Maguire, Kirsten Dunst, James Franco                                                     | Statele Unite ale Americii                                                                            | Film cu supereroi                   |
| Sunshine                                                                  | Danny Boyle                             | Cillian Murphy, Chris Evans, Rose Byrne                                                        | Statele Unite ale Americii · Regatul Unit al Marii Britanii și al Irlandei de Nord                    | Thriller                            |
| Timecrimes                                                                | Nacho Vigalondo                         | Karra Elejalde, Barbara Goenaga, Nacho Vigalondo                                               | Spania                                                                                                | Time-travel Mister                  |
| TMNT                                                                      | Kevin Munroe                            | Chris Evans, Sarah Michelle Gellar, Patrick Stewart, Mako                                      | Statele Unite ale Americii · Hong Kong                                                                | Animație                            |
| Transformers                                                              | Michael Bay                             | Shia LaBeouf, Megan Fox, Josh Duhamel, Tyrese Gibson, John Turturro                            | Statele Unite ale Americii                                                                            | Acțiune                             |
| The Man from Earth                                                        |                                         | John Billingsley                                                                               | Statele Unite ale Americii                                                                            | Dramatic                            |
| Underdog                                                                  | Frederik Du Chau                        | Jason Lee, Peter Dinklage, James Belushi                                                       | Statele Unite ale Americii                                                                            | Animație                            |
| Vexille                                                                   | Fumihiko Sori                           |                                                                                                | Japonia                                                                                               | Anime                               |
| 2008                                                                      |                                         |                                                                                                | |                                     |
| Titlu                                                                     | Regizor                                 | Distribuție                                                                                    | Țara                                                                                                  | Sub-Gen /Note                       |
| Alien Raiders                                                             | Ben Rock                                | Carlos Bernard, Mathew St. Patrick, Courtney Ford, Rockmond Dunbar                             | Statele Unite ale Americii                                                                            | Groază                              |
| Babylon A.D.                                                              | Mathieu Kassovitz                       | Vin Diesel, Michelle Yeoh                                                                      | Franța · Statele Unite ale Americii                                                                   | Acțiune Aventură                    |
| Blindness                                                                 | Fernando Meirelles                      | Julianne Moore, Mark Ruffalo, Danny Glover                                                     | Statele Unite ale Americii                                                                            | Psihologic Thriller                 |
| City of Ember                                                             | Gil Kenan                               | Saoirse Ronan, Harry Treadaway, Bill Murray, Mackenzie Crook,                                  | Statele Unite ale Americii                                                                            | Fantastic Aventură                  |
| CJ7                                                                       | Stephen Chow                            | Stephen Chow, Kitty Zhang Yuqi                                                                 | Hong Kong                                                                                             | Comedie                             |
| Cloverfield                                                               | Matt Reeves                             | Michael Stahl-David, Mike Vogel, Odette Yustman                                                | Statele Unite ale Americii                                                                            | Film cu monștri                     |
| Dante 01                                                                  | Marc Caro                               | Lambert Wilson, Dominique Pinon                                                                | Franța                                                                                                | Thriller                            |
| Dasavathaaram                                                             | K.S.Ravikumar                           | Kamal Hassan, Asin Thottumkal                                                                  | India                                                                                                 | Acțiune Dezastru                    |
| The Day the Earth Stood Still                                             | Scott Derrickson                        | Keanu Reeves                                                                                   | Statele Unite ale Americii                                                                            | Dramatic Thriller                   |
| Death Race                                                                | Paul W. S. Anderson                     | Jason Statham, Joan Allen, Ian McShane                                                         | Statele Unite ale Americii                                                                            | Acțiune                             |
| Doomsday                                                                  | Neil Marshall                           | Rhona Mitra, Bob Hoskins, Malcolm McDowell                                                     | Regatul Unit al Marii Britanii și al Irlandei de Nord                                                 | Acțiune Thriller                    |
| Eagle Eye                                                                 | D.J. Caruso                             | Shia LaBeouf, Michelle Monaghan                                                                | Statele Unite ale Americii                                                                            | Thriller                            |
| Far Cry                                                                   | Uwe Boll                                | Til Schweiger, Emmanuelle Vaugier, Craig Fairbrass                                             | Canada                                                                                                | Acțiune Aventură                    |
| Franklyn                                                                  | Gerald McMorrow                         | Ryan Phillippe, Eva Green, Sam Riley                                                           | Regatul Unit al Marii Britanii și al Irlandei de Nord                                                 | Fantastic Dramatic                  |
| The Happening                                                             | M. Night Shyamalan                      | Mark Wahlberg, Zooey Deschanel, John Leguizamo                                                 | Statele Unite ale Americii                                                                            | Thriller                            |
| The Inhabited Island                                                      | Fyodor Bondarchuk                       | Sergei Barkovsky, Fyodor Bondarchuk, Pyotr Fyodorov                                            | Rusia                                                                                                 | Acțiune Aventură                    |
| The Incredible Hulk                                                       | Louis Leterrier                         | Edward Norton, Liv Tyler, Tim Roth                                                             | Statele Unite ale Americii                                                                            | Film cu supereroi                   |
| Iron Man                                                                  | Jon Favreau                             | Robert Downey, Jr., Terrence Howard, Gwyneth Paltrow, Jeff Bridges                             | Statele Unite ale Americii                                                                            | Film cu supereroi                   |
| Jumper                                                                    | Doug Liman                              | Hayden Christensen, Samuel L. Jackson, Rachel Bilson                                           | Statele Unite ale Americii                                                                            | Acțiune Aventură                    |
| Love Story 2050                                                           | Harry Baweja                            | Priyanka Chopra, Harman Baweja                                                                 | India                                                                                                 | Acțiune Dramatic                    |
| Meet Dave                                                                 | Brian Robbins                           | Eddie Murphy, Gabrielle Union, Ed Helms                                                        | Statele Unite ale Americii                                                                            | Familie Comedie                     |
| The Mutant Chronicles                                                     | Simon Hunter                            | Thomas Jane, Ron Perlman, Devon Aoki                                                           | Statele Unite ale Americii                                                                            | Acțiune Groază                      |
| Outlander                                                                 | Howard McCain                           | James Caviezel, Jack Huston, Sophia Myles                                                      | Statele Unite ale Americii                                                                            | Acțiune Aventură                    |
| PROXIMA                                                                   | Carlos Atanes                           | Oriol Aubets, Anthony Blake, Arantxa Peña                                                      | Spania                                                                                                | Underground                         |
| Sleep Dealer                                                              | Alex Rivera                             | Luis Fernando Peña, Leonor Varela, Jacob Vargas                                                | Mexic · Statele Unite ale Americii                                                                    | Cyberpunk                           |
| Star Wars: The Clone Wars                                                 | Dave Filoni                             |                                                                                                | Statele Unite ale Americii                                                                            | Animație                            |
| Tokyo Gore Police                                                         | Yoshihiro Nishimura                     | Eihi Shiina, Itsuji Itao, Yukihide Benny                                                       | Statele Unite ale Americii · Japonia                                                                  | Gore                                |
| WALL-E                                                                    | Andrew Stanton                          |                                                                                                | Statele Unite ale Americii                                                                            | Animație                            |
| The X-Files: I Want to Believe                                            | Chris Carter                            | David Duchovny, Gillian Anderson, Amanda Peet                                                  | Statele Unite ale Americii                                                                            | Thriller                            |
| 2009                                                                      |                                         |                                                                                                | |                                     |
| Titlu                                                                     | Regizor                                 | Distribuție                                                                                    | Țara                                                                                                  | Sub-Gen /Note                       |
| 2012                                                                      | Roland Emmerich                         | John Cusack, Amanda Peet, Danny Glover, Woody Harrelson                                        | Statele Unite ale Americii                                                                            | Dezastru                            |
| 9                                                                         | Shane Acker                             |                                                                                                | Statele Unite ale Americii                                                                            | Animație                            |
| Alien Trespass                                                            | R. W. Goodwin                           | Eric McCormack, Jenni Baird, Robert Patrick, Jody Thompson, Dan Lauria                         | Statele Unite ale Americii                                                                            | Comedie                             |
| Astroboy                                                                  | David Bowers                            | Nicolas Cage, Donald Sutherland, Freddie Highmore                                              | Hong Kong · Japonia · Statele Unite ale Americii                                                      | Animated                            |
| Avatar                                                                    | James Cameron                           | Sam Worthington, Zoe Saldana, Sigourney Weaver, Stephen Lang                                   | Statele Unite ale Americii                                                                            | Acțiune Aventură                    |
| Battle for Terra                                                          | Keith Calder                            | Brian Cox, James Garner, Evan Rachel Wood                                                      | Statele Unite ale Americii                                                                            | Animated Acțiune                    |
| The Box                                                                   | Richard Kelly                           | Cameron Diaz, James Marsden, Frank Langella                                                    | Statele Unite ale Americii                                                                            | Psihologic Groază                   |
| Cargo                                                                     | Ivan Engler, Ralph Etter                | Anna-Katharina Schwabroh, Martin Rapold, Michael Finger, Claude-Oliver Rudolph, Yangzom Brauen | Elveția                                                                                               | Mister Thriller                     |
| District 9                                                                | Neill Blomkamp                          | Jason Cope, Robert Hobbs, Sharlto Copley                                                       | Statele Unite ale Americii · Noua Zeelandă · Africa de Sud                                            | Thriller                            |
| Gamer                                                                     | Mark Neveldine, Brian Taylor            | Gerard Butler, Michael C. Hall                                                                 | Statele Unite ale Americii                                                                            | Thriller                            |
| G.I. Joe: The Rise of Cobra                                               | Stephen Sommers                         | Dennis Quaid, Channing Tatum, Joseph Gordon-Levitt, Marlon Wayans                              | Statele Unite ale Americii                                                                            | Acțiune                             |
| Kenny Begins                                                              | Carl Åstrand, Mats Lindberg             | Johan Rheborg, Bill Skarsgård                                                                  | Suedia                                                                                                | Comedie                             |
| Knowing                                                                   | Alex Proyas                             | Nicolas Cage, Rose Byrne, Chandler Canterbury                                                  | Statele Unite ale Americii                                                                            | Dezastru Thriller                   |
| Land of the Lost                                                          | Brad Silberling                         | Will Ferrell, Anna Friel, Danny McBride                                                        | Statele Unite ale Americii                                                                            | Comedie                             |
| Metropia                                                                  | Tarik Saleh                             | Vincent Gallo, Juliette Lewis, Udo Kier, Stellan Skarsgård, Alexander Skarsgård                | Suedia                                                                                                | Animație                            |
| Mock-Up on Mu                                                             | Craig Baldwin                           | Stoney Burke, Jeri Lynn Cohen, David Cox, Ed Holmes, Damon Packard                             | Statele Unite ale Americii                                                                            | Comedie                             |
| Film cu monștris vs. Aliens                                               | Conrad Vernon, Rob Letterman            | Reese Witherspoon, Hugh Laurie, Kiefer Sutherland, Stephen Colbert                             | Statele Unite ale Americii                                                                            | Animated Comedie                    |
| Moon                                                                      | Duncan Jones                            | Sam Rockwell, Kevin Spacey                                                                     | Regatul Unit al Marii Britanii și al Irlandei de Nord                                                 | Dramatic                            |
| Mr.Nobody                                                                 | Jaco Van Dormael                        | Jared Leto, Diane Kruger, Linh Dan Pham, Sarah Polley, Natasha Little, Rhys Ifans, Daniel Mays | Belgia                                                                                                | Dramatic Fantastic Romance          |
| Pandorum                                                                  | Christian Alvart                        | Dennis Quaid, Ben Foster, Cam Gigandet                                                         | Statele Unite ale Americii · Germania                                                                 | Acțiune Thriller                    |
| Planet 51                                                                 | Jorge Blanco                            |                                                                                                | Spania · Statele Unite ale Americii                                                                   | Animație                            |
| Frequently Asked Questions About Călătorie în timp                        | Gareth Carrivick                        | Chris O'Dowd, Marc Wootton, Dean Lennox Kelly, Anna Faris, Meredith MacNeill                   | Regatul Unit al Marii Britanii și al Irlandei de Nord                                                 | Comedie                             |
| Push                                                                      | Paul McGuigan                           | Chris Evans, Dakota Fanning, Camilla Belle, Djimon Hounsou                                     | Statele Unite ale Americii · Hong Kong                                                                | Acțiune Thriller                    |
| Race to Witch Mountain                                                    | Andy Fickman                            | Dwayne Johnson, Carla Gugino, AnnaSophia Robb                                                  | Statele Unite ale Americii                                                                            | Aventură                            |
| Redline                                                                   | Takeshi Koike                           | Takuya Kimura, Yū Aoi, Tadanobu Asano                                                          | Japonia                                                                                               | Anime                               |
| The Road                                                                  | John Hillcoat                           | Viggo Mortensen, Kodi Smit-McPhee                                                              | Statele Unite ale Americii                                                                            | Post-apocaliptic Dramatic           |
| Robo-geisha                                                               | Noboru Iguchi                           |                                                                                                | Japonia                                                                                               | Acțiune                             |
| Splice                                                                    | Vincenzo Natali                         | Adrien Brody, Sarah Polley, David Hewlett                                                      | Canada · Statele Unite ale Americii                                                                   | Groază                              |
| Star Trek                                                                 | J. J. Abrams                            | Chris Pine, Zachary Quinto, Eric Bana, Karl Urban, Simon Pegg, Zoe Saldana                     | Statele Unite ale Americii                                                                            | Acțiune Aventură                    |
| Stingray Sam                                                              | Cory McAbee                             | Cory McAbee, Joshua Taylor                                                                     | Statele Unite ale Americii                                                                            | Musical western Comedie             |
| Surrogates                                                                | Jonathan Mostow                         | Bruce Willis, Radha Mitchell                                                                   | Statele Unite ale Americii                                                                            | Acțiune                             |
| Terminator Salvation                                                      | McG                                     | Christian Bale, Sam Worthington                                                                | Statele Unite ale Americii                                                                            | Acțiune                             |
| Tetsuo: The Bullet Man                                                    | Shinya Tsukamoto                        | Eric Bossick, Akiko Monō, Shinya Tsukamoto                                                     | Japonia                                                                                               | Acțiune cyberpunk                   |
| The Călătorie în timper's Wife                                            | Robert Schwentke                        | Eric Bana, Rachel McAdams                                                                      | Statele Unite ale Americii                                                                            | Călătorie în timp Mister Dramatic   |
| Transformers: Revenge of the Fallen                                       | Michael Bay                             | Shia LaBeouf, Megan Fox, Josh Duhamel, Tyrese Gibson, John Turturro                            | Statele Unite ale Americii                                                                            | Acțiune Thriller                    |
| Watchmen                                                                  | Zack Snyder                             | Jackie Earle Haley, Patrick Wilson, Malin Åkerman, Billy Crudup, Matthew Goode                 | Statele Unite ale Americii                                                                            | Film cu supereroi                   |